# Большой Лилль
Большо́й Лилль (фр. Aire métropolitaine de Lille, нидерл. Metropolitaan gebied Rijsel) — крупный трансграничный мегаполис-агломерация, представляющий собой группу нескольких высокоурбанизованных, а также пригородных зон, расположенных в 50-километровом радиусе французского города Лилль. 
Помимо собственно французских территорий, в зону влияния данного мегаполиса попадают также ряд территорий королевства Бельгия: как франкоязычные (Ат, Мускрон, Турне, Ронсе), так и преимущественно фламандские (Кортрейк и Ипр). Формирование трансграничной агломерации зоны в этом регионе наметилось ещё в XIX веке, в ходе интенсивной индустриализации местности в округе пограничного города, расположенного всего в 13 км от границы с Бельгией, появившейся в современном виде в 1830 г. Таким бразом, Большой Лилль не является разделённым городом в строгом смысле этого слова.
Его современное трансграничное положение обусловлено быстрым ростом населения в сторону границы, а затем и за её пределы уже в новое время. Поэтому само понятие «Большой Лилль» долгое время употреблялось лишь неформально. Но Франция и составляющие Бельгию Фландрия и Валлония официально признали существование трансграничного мегаполиса 9 августа 2005 года.
В состав совета Большого Лилля в настоящее время входит 23 французские и бельгийские коммуны с населением 3,8 млн человек (2010 г., оценка), в том числе и собственно Лилльская агломерация с населением около 1,2 млн человек. С началом упадка промышленности, ростом субурбанизации и переходом экономики региона на современные постиндустриальные отрасли, Большой Лилль приобрёл более децентрализованную структуру. Несколько позднее в рамках ЕС 28 января 2008 года появился также евроокруг Лилль-Кортрейк-Турне.